# ملك قضات
ملك قضات هي قرية في مقاطعة ورزقان، إيران. عدد سكان هذه القرية هو 169 في سنة 2006.